# 坎贝尔顿 (佛罗里达州)
坎贝尔顿（英語：Campbellton），是美国佛罗里达州傑克遜縣下属的一座城镇。建立于1925年。面积约为2.3平方公里（约合0.9平方英里）。根据2010年美国人口普查，该市有人口230人。论人口在本州排行第395。